# گل‌هایی به یاد الجرنون
گل‌هایی به یاد الجرنون (انگلیسی: Flowers for Algernon) نام یک داستان کوتاه و یک رمان علمی–تخیلی از نویسنده آمریکایی، دنیل کیز است. داستان کوتاه در سال ۱۹۵۸ نوشته شد و در سال ۱۹۵۹ برای اولین بار در مجله فانتزی و علمی‌تخیلی منتشر شد و موفق شد جایزه هوگو برای بهترین داستان کوتاه را در سال ۱۹۶۰ از آن خود کند. رمان نیز در سال ۱۹۶۶ به چاپ رسید و بطور مشترک با کتابی دیگر، برنده جایزه نبیولا برای بهترین رمان در سال ۱۹۶۶ شد.
الجرنون نام یک موش آزمایشگاهی است که آزمایش‌هایی بر روی او انجام شده تا هوشش افزایش یابد. داستان شامل گزارش‌هایی است که چارلی گوردون آن‌ها را نوشته، و او اولین انسانی است که بعد از موفقیت‌آمیز بودن نتایج آزمایش‌ها روی الجرنون، در آزمایش شرکت می‌کند.
اقتباس‌هایی در رادیو، تلویزیون و سینما از آن انجام شده که از آن‌ها می‌توان به فیلم چارلی اشاره کرد.

## داستان
این رمان با گزارش‌های روزانه مردی ۳۲ ساله آغاز می‌شود که لحنی کودکانه دارد و پر از غلط‌های املایی و گرامری است. چارلی گوردون دچار کم‌توانی ذهنی است. روزها در نانوایی دانر به کار نظافت مشغول است و شب‌ها به مدرسه شبانه کم‌توانان می‌رود و اینطور شده که این میزان خواندن و نوشتن را یاد گرفته.
اما قضیه گزارش‌ها از این قرار است که در آزمایشگاه دانشگاه بیکمن، پژوهشی به رهبری پروفسور نِمور برای افزایش مصنوعی هوش شروع شده و در آن موفق شده‌اند هوش موشی به نام الجرنون را تا سه برابر افزایش دهند. و حال آزمایش را بر نمونه انسانی انجام می‌دهند و چارلی برای این آزمایش انتخاب شده. در تست‌های اولیه، چارلی در بازی هزارتو همیشه از الجرنون می‌بازد. اما پس از مدتی غلط‌های گزارش‌ها کم و کم‌تر می‌شود تا اینکه در عرض چند ماه چارلی به جایی می‌رسد که در تمامی زمینه‌های دانش حتی از اساتید دانشگاه بیکمن هم فراتر می‌رود. او به ده‌ها زبان زنده دنیا مسلط می‌شود (تا حدی که مثلاً مقاله برای بررسی زبان‌شناختی اشکال افعال در زبان اردو به فلان کنفرانس زبان‌شناسی می‌فرستد) و مسئولان آزمایش، علی‌رغم دلخوری پروفسور نمور، به چارلی در پژوهش‌های افزایش هوش اختیارات تام می‌دهند؛ و اینجاست که او متوجه می‌شود که پژوهش‌های آنها ناقص بوده و نظریه «اثر الجرنون-گوردون» را منتشر می‌کند و در آن وضعیت ناراحت‌کننده چند ماه آینده خودش را هم پیش‌بینی می‌کند.